# Mitchell Cooper
Pour les articles homonymes, voir Cooper.
Mitchell Cooper (né le 2 juin 1995) est un athlète australien, spécialiste du lancer du disque.

## Carrière
Il remporte la médaille d'or lors des Championnats d'Océanie d'athlétisme 2011 à seulement 16 ans, et celle des Championnats d'Océanie 2019 à Townsville.
Son record personnel est de 63,98 m obtenu à Lawrence en 2017.